# Lennart Levi
Lennart Levi, född 20 maj 1930 i Riga i Lettland, död 18 februari 2024 i Sigtuna distrikt, var en svensk läkare, professor och politiker (centerpartist). Han var ordinarie riksdagsledamot 2006–2010, invald för Stockholms läns valkrets.

## Biografi
Levi föddes i Riga och kom till Sverige 1940. Som barn gick han i Matteusskolan i Stockholm, Han var läkare vid Statens arbetsklinik i Stockholm 1956–1958, tog medicine licentiatexamen i Stockholm 1959 och medicine doktorexamen vid Karolinska institutet 1972. Han tjänstgjorde 1959–1978 på Karolinska institutet och var 1959–1964 läkare vid medicinska kliniken 1959–1964 vid Karolinska sjukhuset; 1972–1978 var han docent i experimentell psykosomatisk miljömedicin. Han var 1978–1986 professor i psykosocial miljömedicin, särskilt arbetsmedicin vid Medicinska forskningsrådet (och var därmed Sveriges första professor inom detta ämnesområde), varefter han var professor vid Karolinska institutet 1986–1995. Han grundade och var 1959–1995 chef för Institutet för stressforskning vid Karolinska institutet och var 1973–1995 chef för WHO psykosocialt forskningscenter vid samma lärosäte. Han var chef för Statens institut för psykosocial miljömedicin (IPM) 1980–1995. Han spelade en nyckelroll som mångårig rådgivare till FN-organen WHO och ILO och till EU inom sitt område. 
Levi invaldes 1979 som ledamot i Kungliga Krigsvetenskapsakademien.
Levi var ordinarie riksdagsledamot för Centerpartiet 2006–2010, invald för Stockholms läns valkrets. I riksdagen var han suppleant i arbetsmarknadsutskottet och socialutskottet.